# Solsticio de invierno

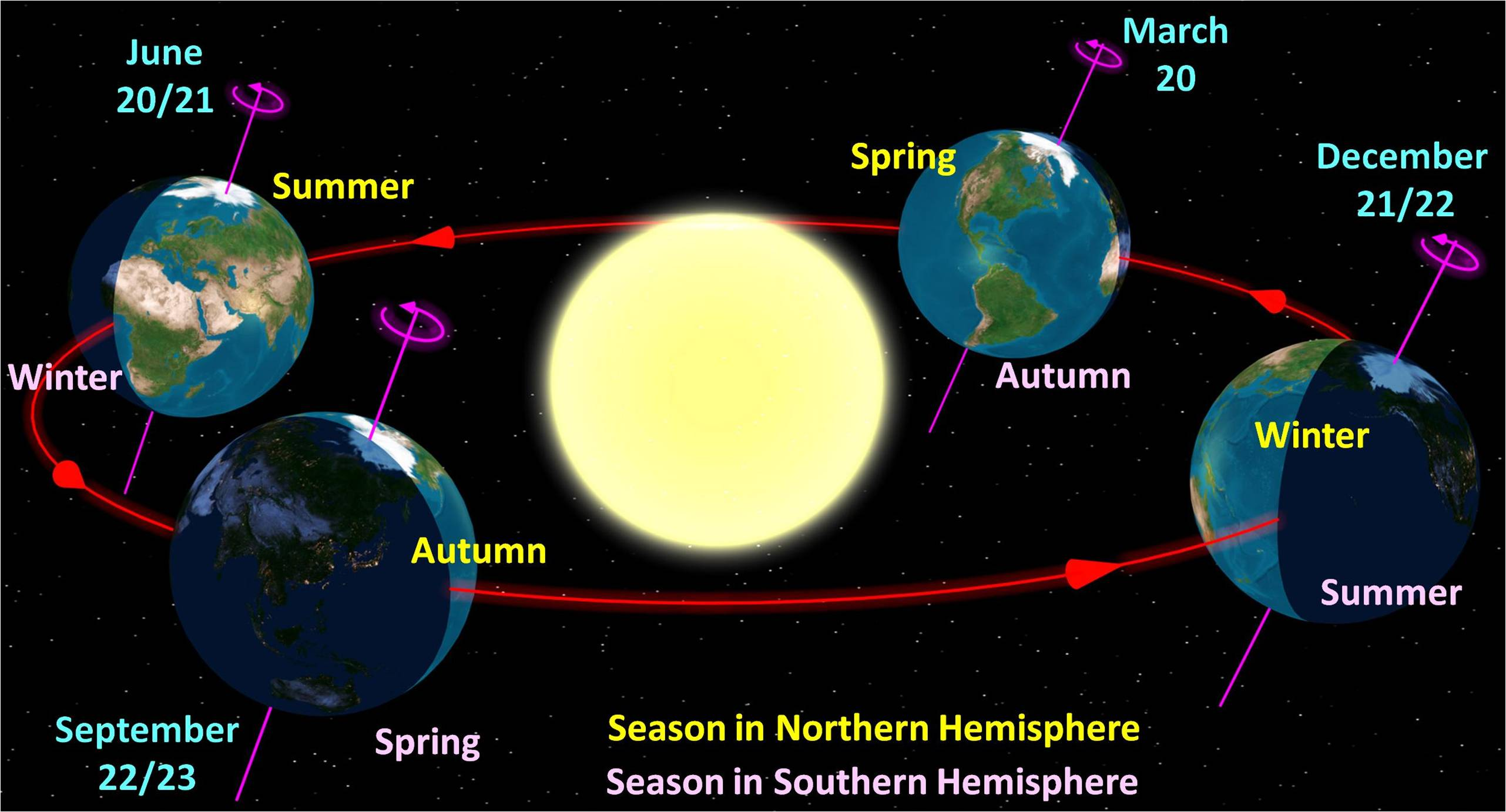
Diagrama de las estaciones de la Tierra, a la derecha: solsticio de invierno en el hemisferio norte. A la izquierda: solsticio de invierno en el hemisferio sur.

El solsticio de invierno (el término solsticio proviene del latín sol ["Sol"] y sistere ["permanecer quieto"]; también, solsticio hiemal) corresponde al instante en que la posición del Sol en el cielo se encuentra a la mayor distancia angular negativa del ecuador celeste. Dependiendo de la correspondencia con el calendario, el evento del solsticio de invierno es entre el 21 y el 22 de diciembre todos los años, en el caso del hemisferio norte, y entre el 20 y el 21 de junio, en el caso del hemisferio sur. Esta variación es debida al desfase temporal provocado por los años bisiestos.

## Desarrollo
El significado estacional del solsticio de invierno se manifiesta en la reversión de la tendencia al alargamiento de la duración de las noches y al acortamiento de las horas diurnas. Distintas culturas definen esto de diversas maneras, puesto que en algunas ocasiones se considera que, astronómicamente, puede señalar ya sea el comienzo o la mitad del invierno del hemisferio. La palabra invierno tiene un significado subjetivo, puesto que no tiene un principio o mitad que esté científicamente establecido; sin embargo, en el caso del solsticio de invierno, es posible calcular con exactitud el segundo en el que ocurre. Aunque en teoría el solsticio de invierno solo dura un instante, este término también se usa normalmente para referirse a las 24 horas del día en que tiene lugar.
El significado o interpretación de este evento ha variado en las distintas culturas del mundo, pero la mayoría de ellas lo reconocen como un período de renovación y re-nacimiento, que conlleva festivales, ferias, reuniones, rituales u otras celebraciones.

## Fecha
En el 45 a. C., en el calendario juliano, se estableció el 25 de diciembre como el solsticio de invierno de Europa. Había una diferencia entre el año civil (365,2500 días) y el año tropical (365,2422 días), y esa diferencia provocó que el solsticio astronómico no cayera siempre el mismo día, sino que se adelantara aproximadamente tres días cada cuatro siglos. En 1582, el papa Gregorio XIII decretó el cambio al nuevo calendario gregoriano, con lo que el solsticio de invierno (en el hemisferio norte) sucedía alrededor del día 21 de diciembre. Anualmente, en el calendario gregoriano el solsticio fluctúa ligeramente, pero a largo plazo (solo alrededor de un día cada 3000 años).

Las cifras de la izquierda muestran las diferencias entre el calendario gregoriano (Figura 1: uso de 1 año bisiesto cada 4 años) y el calendario persa jalali (figura 2: utilizando la aritmética de 33 años aproximación), en referencia a la época del año el "invierno", se tiene el solsticio de diciembre. El eje Y representa los «días de error» y el eje X muestra los años del calendario gregoriano. Cada punto representa una única fecha en un año determinado. El error por ciclo es de aproximadamente 1 día cada 4 años, y se corrige con un año bisiesto cada cuatro años con regularidad y, en el caso del calendario persa también un salto período de cinco años para completar un ciclo de 33 años, manteniendo el solsticio de vacaciones de invierno el mismo día cada año.

### Posición de temporada
Las interpretaciones que las diversas culturas dan al solsticio son variadas. El invierno es un término subjetivo, por lo que no está científicamente establecido el principio o la mitad de un invierno, pero el solsticio de invierno, sí está claramente calculado con exactitud. Para los países celtas, como Irlanda, genéricamente la temporada de invierno comienza el 1 de noviembre, el día de Samhain. Termina el invierno y la primavera comienza en el Imbolc o la Virgen de la Candelaria, cual es 1 de febrero y 2 de febrero.
Este sistema de calendario de estaciones se basa en la duración de días exclusivamente. La mayor parte de Asia oriental las culturas definen las estaciones en términos de energía solar, con Dong Zhi en el solsticio de invierno como el medio o invierno «extremo». Este sistema se basa en la altura aparente del Sol sobre el horizonte al mediodía. Algunos festivales de pleno invierno se han producido de acuerdo con los calendarios lunares y así tiene lugar la noche del Hōku (‘la luna llena más cercana al solsticio de invierno’ en idioma hawaiano. Y para muchos países europeos pleno invierno del calendario solar todavía es centro de las celebraciones de la noche del 24 de diciembre en los festejos del 25 de diciembre en el hemisferio norte, que fue considerado como el solsticio de invierno desde la creación del calendario juliano. En el Talmud judío, Teḳufat Tevet, es la estación del solsticio de invierno, se registra como el primer día del «paso de tiempo» o la temporada de invierno. La cultura irania también lo reconoce como el comienzo del invierno.

### Salida y puesta del Sol

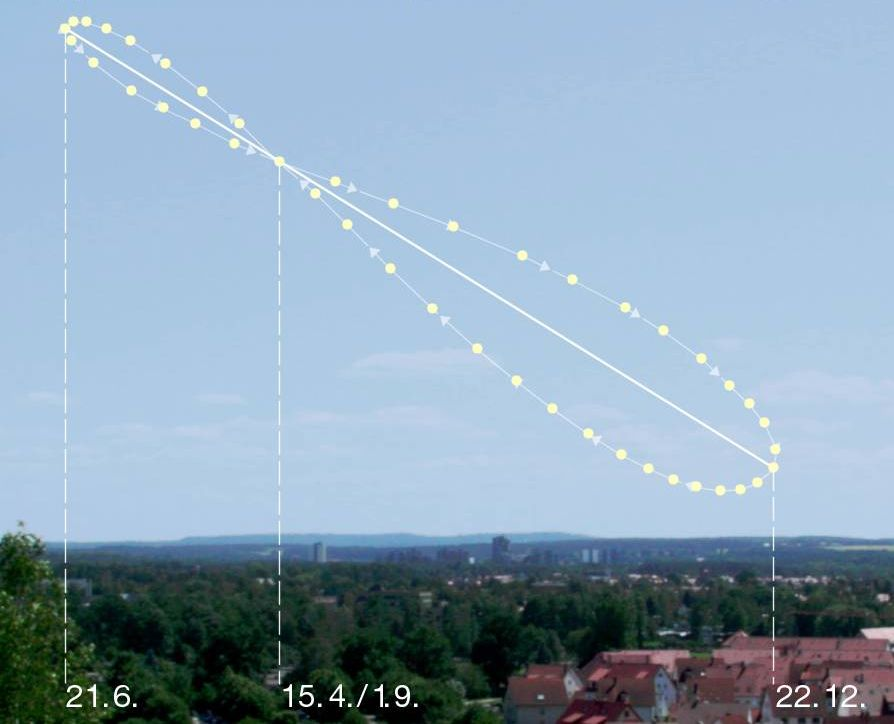
Ejemplo de analema solar, mostrando la curva en forma de ocho tumbado.

Debido a la órbita elíptica y axial de la Tierra, ni la inclinación, la primera ni la última puesta de sol o salida del sol caen exactamente en el solsticio de invierno. La primera puesta de sol se produce antes de que el solsticio (por unos pocos días), y la última salida del sol más tarde. Para una o dos semanas en torno a los dos solsticios, tanto el amanecer y el atardecer son un poco antes o más tarde en cada día. Incluso en el ecuador, el amanecer y el atardecer cambia varios minutos hacia adelante y hacia atrás a lo largo del año, junto con el mediodía solar. Este efecto se representa por un analema.

## Historia e importancia cultural

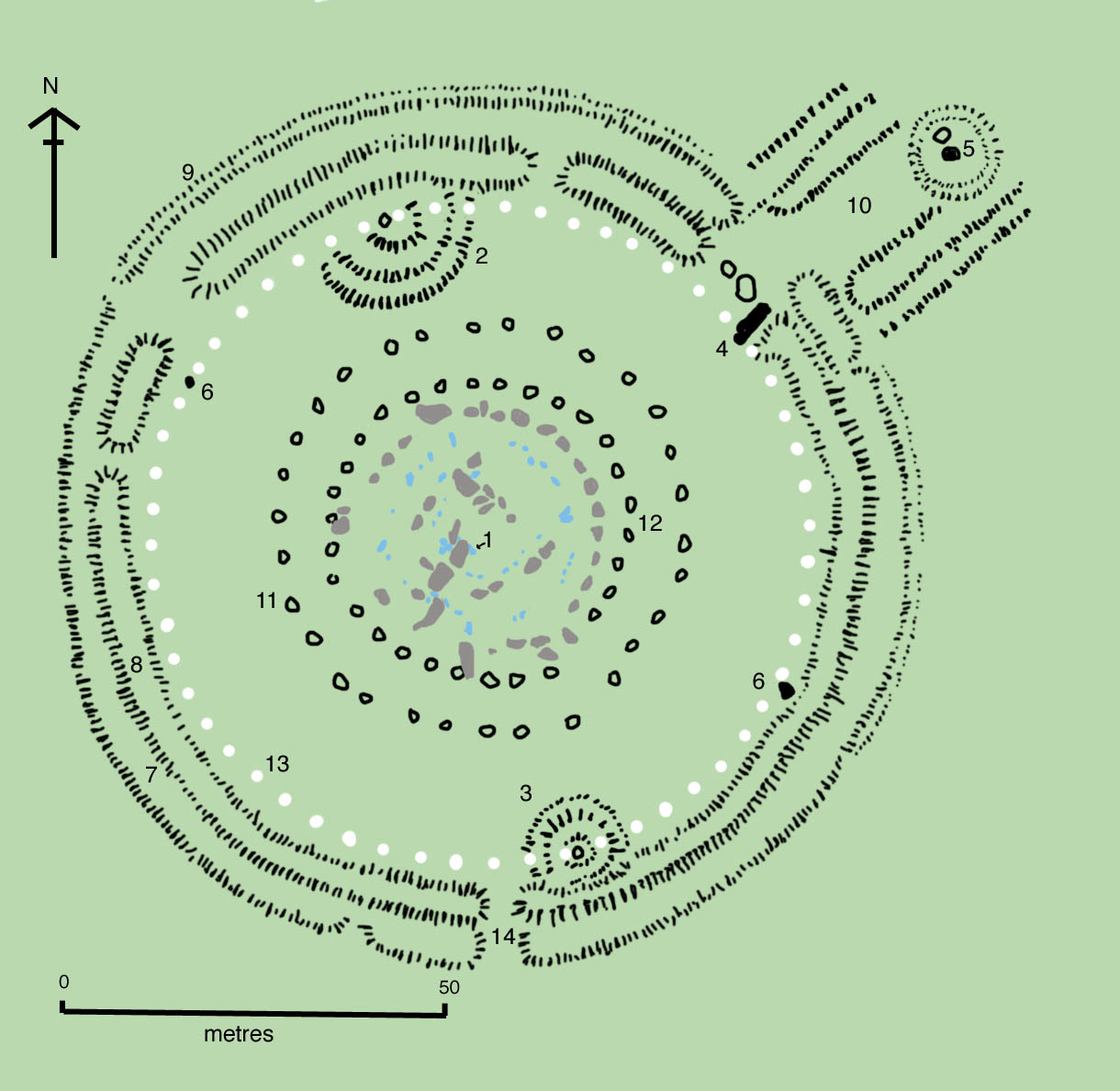
Plano actual de Stonehenge.

El solsticio por sí mismo puede haber sido un momento especial del ciclo anual del año, incluso durante el periodo neolítico. Eventos astronómicos controlados en la antigüedad, como el apareamiento de los animales, la siembra de los cultivos y la medición de las reservas entre las cosechas de invierno muestran cómo las diferentes mitologías y las tradiciones culturales han surgido. Esto es comprobado por la física que se mantiene en los diseños de finales del Neolítico y la Edad de Bronce, como en los sitios arqueológicos de Stonehenge (en Gran Bretaña) y Newgrange (Irlanda).
Los principales ejes de ambos monumentos parecen haber sido cuidadosamente alineados sobre una línea de vista que apunta a la salida del sol del solsticio de invierno (Newgrange) y la puesta del sol del solsticio de invierno (Stonehenge). Significativo respecto de Stonehenge es el hecho de que la Gran Trilithon se erigió desde el centro hacia el exterior del monumento, es decir, su buena cara plana se volvió hacia la salida del sol de pleno invierno.
El solsticio de invierno puede haber sido inmensamente importante porque las comunidades iban a ser privadas de muchas cosas durante el invierno, y tenían que estar preparados en los últimos nueve meses. El hambre era común en invierno, entre enero y abril, también conocida como «meses de la hambruna». En los climas templados, el festival de pleno invierno fue la última fiesta de celebración, antes del comienzo del invierno. La mayoría de los animales eran sacrificados para no tener que alimentarlos durante el invierno, por lo que prácticamente era el único momento del año para el suministro de carne fresca disponible. La mayoría de vino y cerveza durante la cosecha anual estaba finalmente fermentada y lista para beber en este momento. Lo más intenso de la observancia no siempre era en el día que comienza (a la medianoche o al amanecer), pero al comienzo de la era pre-románica, empezó a caer en la víspera anterior.
El solsticio de invierno es un momento significativo en muchas tradiciones y culturas, y a menudo se celebra con rituales que simbolizan la renovación, la luz y el retorno gradual de los días más largos.

## Celebraciones en el Oeste del hemisferio sur (junio)

### Tiahuanaco

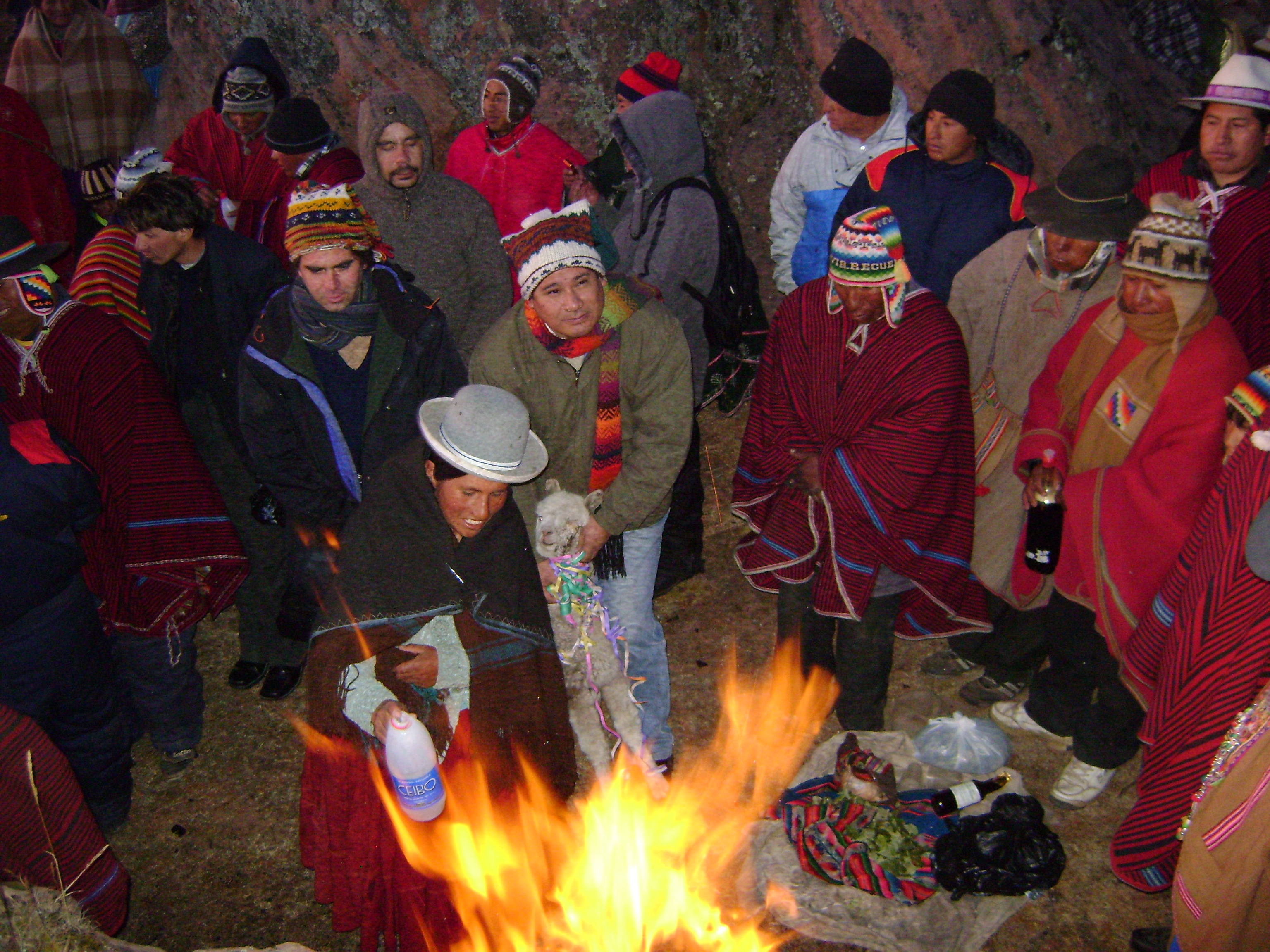
Sacrificio (Wilancha) en Wilaqala en el día del Año nuevo aimará (Willka Kuti) celebrado el 21 de junio.

Los aimaras celebran el 21 de junio de cada año en la ciudadela preincaica de Tiahuanaco el "Willka Kuti", o "retorno del sol". Cientos de personas,  visitan a primera hora el templo de Kalasasaya de Tiahuanaco, para asistir a la conmemoración coincidente con el solsticio del invierno austral y el cambio del ciclo agrícola para la siembra en el campo. Se toma como año 0 el 3508 antes de la Era cristiana. Cada año se identifican a nivel regional los sitios sagrados y huacas en las que se celebrará el Willka kuti. La cultura occidental lo llama Año Nuevo Andino Amazónico.

### Inti Raymi

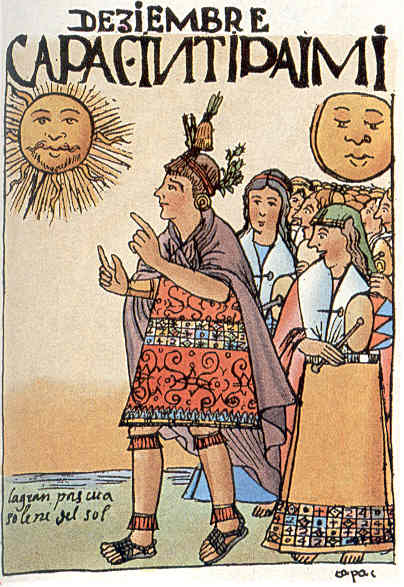
Inti Raimi.

El Inti Raymi (o Fiesta del Sol) es una ceremonia religiosa del Imperio inca en honor del dios sol Inti. También marcó el solsticio de invierno y un nuevo año en los Andes del hemisferio sur. Una ceremonia realizada por los sacerdotes incas era la vinculación del sol. En Machu Picchu aún hay una gran columna de piedra llamada Intihuatana, que significa ‘picota del Sol’ o, literalmente, ‘para atar al Sol’.
La ceremonia para atar al sol a la piedra era impedir que el sol se escape. Los conquistadores españoles destruyeron todos los demás inti huatana, extinguiendo prácticamente la práctica de vinculación del sol. Pero nunca pudieron encontrar Machu Picchu.
Hacia 1572, la Iglesia católica logró suprimir todas las fiestas y ceremonias Inti. Desde 1944 una representación teatral del Inti Raymi se lleva a cabo en Sacsayhuamán (a dos kilómetros de Cusco) el 24 de junio de cada año, atrayendo a miles de visitantes locales y turistas.
La cultura Monte Alto puede tener también una tradición similar.

#### Inti Raymi en la Huaca de Chena
La puesta del sol del solsticio de invierno ocurre en un punto clave desde el ushnu de la Huaca de Chena: la intersección del horizonte más cercano (Cerro Chena) y del más lejano (cordillera de la Costa). Además, en esta dirección precisa se encuentra la cumbre del cerro más alto (1166 m s. n. m.) que culmina al sur de la cuesta Zapata
Este detalle podría no ser una coincidencia, sino un requisito topográfico importante, debido a la asociación conocida de los cerros altos con el culto al agua en varias culturas.
Durante la celebración del Inti Raymi de 2006 en La Huaca, el arqueólogo y andinista Ricardo Moyano, observó la salida del sol y reconoció la depresión en los cerros donde sale el sol, como el sitio llamado Portezuelo del Inca. Hasta ese momento este nombre no tenía explicación. A partir de esa observación, en opinión de Stehberg, podría tratarse de la primera línea de ceque encontrada en Santiago de Chile. En Cuzco, los ceques consistían en líneas imaginarias que partían desde el Coricancha y se dirigían hacia cada huaca, conformando un total de 328 huacas. Cumplían funciones de orden político, social y religioso. El Coricancha era el principal templo de la cultura inca. Al amanecer del equinoccio, el Sol atraviesa la puerta del recinto oriente y cruza el pasillo. Al atardecer realiza el camino inverso. La diagonal del pasillo de acceso señala la línea Norte-Sur. Mediante este sencillo método, y utilizando barro y piedras como materiales de construcción, los astrónomos incas lograban observaciones de gran precisión.

### We Tripantu
We Tripantu (siendo we tripantu: ‘nuevo año’ < 'nueva salida del sol' en idioma mapuche) es la celebración del año nuevo mapuche que se realiza entre el 21 de junio y el 24 de junio en el calendario gregoriano. Conforma la noche más larga del año y el momento en que el sol recupera su fuerza y la tierra comienza a renacer.
La celebración consiste en velar en familia durante la noche, esperando el amanecer. Al aparecer el sol se le da la bienvenida y se practica un baño ritual en un río. 

### Maruaroa o Takurua
La celebración de la Maruaroa o Takurua ocurre desde el 20 hasta el 22 de junio, es considerada por los maoríes de Nueva Zelanda como la mitad de la temporada de invierno. Los maoríes creen que el Sol tiene dos novias: Takarúa (en invierno) y Hineraumati (en verano). De ello se deduce directamente después de la subida de Matariki (Pléyades), que marca el comienzo del Año Nuevo austral y se dice que es cuando el Sol se vuelve de su viaje hacia el norte con su novia de invierno Takurua (la estrella Sirio) y comienza su viaje de regreso a su novia de verano Hineraumati.

### Noche de San Juan (América del Sur)
La Noche de San Juan es una festividad muy antigua de Europa en la que se celebra la llegada del solsticio de verano en el hemisferio norte, que fue llevada al continente americano por españoles y portugueses en la época de colonización. En la mayor parte de América del Sur este día está cerca del solsticio de invierno y las tradiciones europeas se conservan, pero no se asocian con la llegada del verano. Por otra parte, la fiesta de San Juan contiene elementos de las culturas indígenas como la aimara y la mapuche, que celebran su año nuevo en la misma fecha. Asimismo, en Colombia se celebra especialmente en los departamentos del Huila y Tolima, pero ha perdido sus connotaciones astronómicas, y se limita al de una fiesta cultural conocida como San Pedro y San Juan, que se celebra ampliamente en todos los municipios de estos departamentos.

## Celebraciones en el Este del hemisferio norte (diciembre)
La siguiente es una lista alfabética de las celebraciones que se cree que están directamente relacionadas con el solsticio de invierno.
Para ver otras conmemoraciones del invierno, ver Lista de los festivales de invierno:

### Amaterasu celebración, Réquiem de los Muertos (Japón)

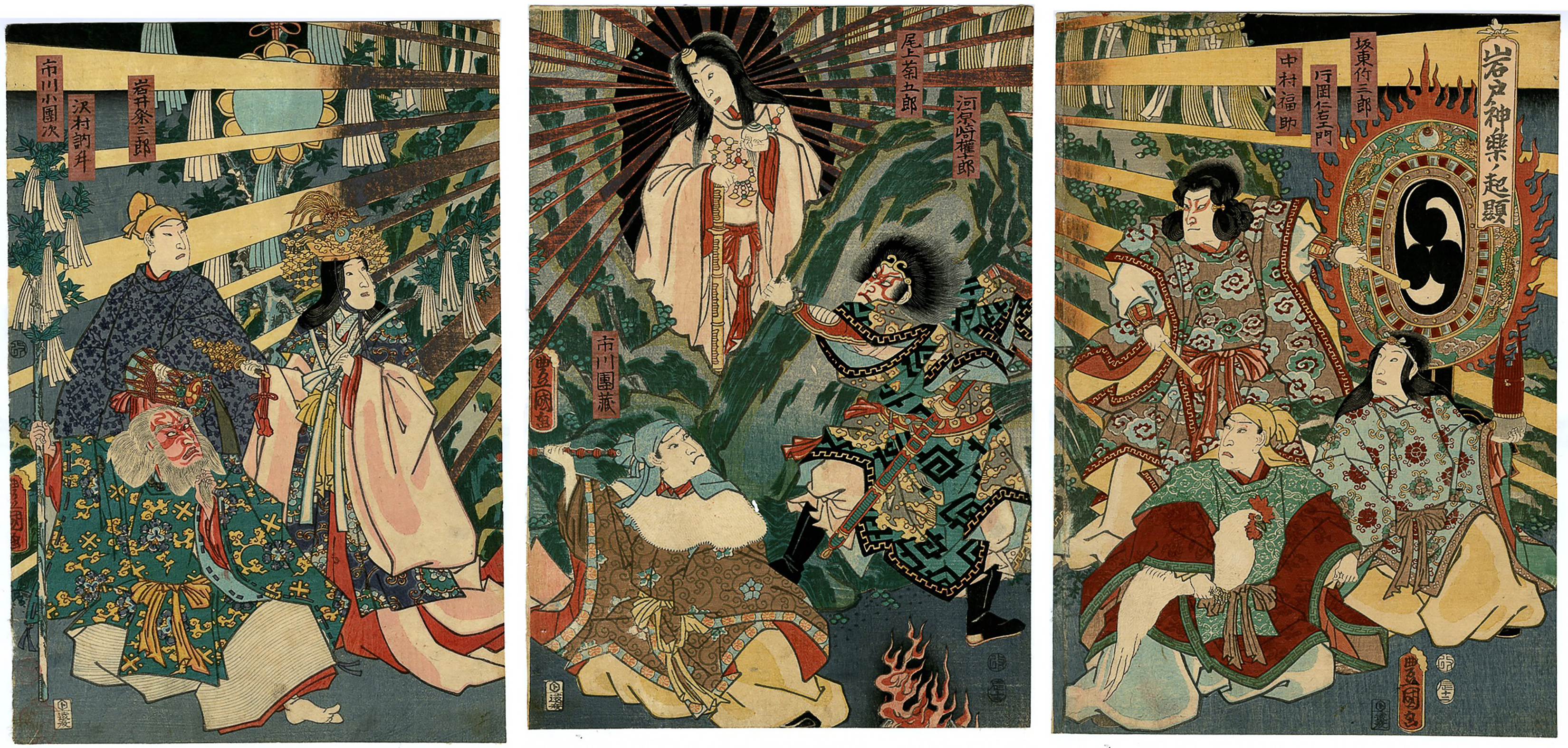
Diosa japonesa Amaterasu, al emerger de una cueva.

### Amaterasu celebración, Réquiem de los Muertos (sigloVIIJapón)
A finales de siglo VII, en Japón, se celebraron fiestas para celebrar el resurgimiento de Amaterasu o Amateras, la diosa del sol de la mitología japonesa, desde su reclusión en una cueva. Engañada por los otros dioses con una fuerte celebración, ella busca y encuentra la imagen de sí misma en un espejo y es convencida por los otros dioses para volver, con lo que la luz solar regresa de vuelta al universo. Se celebra el réquiem por los muertos, manzai y Shishimai durante toda la noche, a la espera de la salida del sol. Aspectos de esta tradición ha continuado hasta el día de hoy en el Año Nuevo.

### Festival Beiwe
Beiwe es la diosa del sol adorada por los Saami, el pueblo originario de Laponia. Ella viaja con su hija Beiwe-Neia a través del cielo en una estructura hecha con huesos de reno, trayendo de vuelta los verdes pastos para los renos. En el solsticio de invierno sus adoradores sacrifican ciervas blancas y con maderas e hilos colocan la carne, en forma de anillos y atado con cintas brillantes, también untan sus postes con mantequilla, para que Beiwe pueda comer la rica comida y recuperarse de su viaje.

### Choimus, Chaomos
En las antiguas tradiciones de los kalash, pueblo de Pakistán, durante el solsticio de invierno, un semidiós vuelve a reunir y ofrecer oraciones a Dezao, el ser supremo.

Durante esta celebración las mujeres y las niñas se purifican tomando baños rituales. Los hombres vierten agua sobre sus cabezas mientras se mantenga hasta el pan. Luego, los hombres y los niños se purifican con el agua y no debe sentarse en las sillas hasta la noche cuando la sangre de la cabra se rocía sobre sus caras. Tras esta purificación, se inicia un gran festival, con cantos, danzas, fogatas, y la fiesta de los callos de cabra y otras delicias.
Loren Madsen

### Navidad, Natalis Dómini (sigloIVen Roma,sigloXIen Inglaterra)

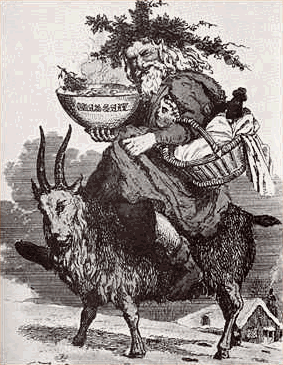
Papá Noel montado en una cabra yule.

La Navidad es una de las más populares celebraciones cristianas, así como una de las celebraciones más reconocidas a nivel mundial. La Navidad es la celebración del nacimiento de Jesucristo, considerado por sus seguidores como el propio Dios encarnado
El nacimiento se celebra el 25 de diciembre, que era el solsticio de invierno cuando se creó el calendario juliano.
En los últimos cien años, varias iglesias cristianas han reconocido que en esta fiesta se conjugan elementos folclóricos de diversas culturas, y toleran que gran parte del folclore y las fiestas paganas locales se conjuguen dentro de la festividad. Hasta la actualidad, en este día se celebran antiguos festivales como Koleda (Коледа) y Karácsony en muchas partes de Europa, que no están relacionados con la Natividad cristiana.
Las actividades más comunes incluyen el canto de villancicos alrededor de un «Belén» (una representación gráfica del nacimiento de Jesucristo), una misa de medianoche entre el 24 y el 25 de diciembre, una fiesta familiar con comidas típicas, y a veces la entrega de regalos ―una tradición de san Nicolás de Bari― entre los presentes, a la hora de la medianoche.

### Deuorius Riuri
La Deuorius Riuri anual fue la gran fiesta divina de invierno, observada por el calendario de Coligny. El lunisolar Coligney de mediados de invierno regresaba a la alineación solar cada dos años y medio.

### Deygān
El último día del mes persa Azar es la noche más larga del año, cuando las fuerzas de Ahriman se supone que están en la cima de su fuerza. Al día siguiente, el primer día del mes dey, conocido como Khoram ruz o Khore ruz (el día de Sol) pertenece al dios Ahura Mazda. Desde que los días son cada vez más largos que las noches, este día marca la victoria del Sol sobre la oscuridad. La ocasión se celebraba en el antiguo Festival persa Deygan dedicado a Ahura Mazda y Mithra, el primer día del mes Dey

### Festival DōngZhì, Festival Tōji
El Festival del Solsticio de Invierno es uno de los más importantes festivales celebrados por los chinos y otros asiáticos orientales durante el plazo del dongzhi solar o alrededor de 21 de diciembre cuando el sol es más débil y la luz del día más corta, es decir, el primer día de la dongzhi solar. Los orígenes de este festival se remonta al yin y el yang, la filosofía el equilibrio y la armonía en el cosmos. Después de esta celebración, habrá días con más horas de luz natural y, por tanto, un aumento de la energía positiva que fluye.
- en chino:冬至
- en coreano: 동지
- en vietnamita: Đồng chí
- en pinyin: Dongzhi
- en romaja: Dongji
- en romaji: Tōji

El significado filosófico de esto es simbolizado por el hexagrama del I Ching fu (復、复, ‘volver’). Tradicionalmente, el Festival Dongzhi es también un tiempo para la reunión de la familia. Una actividad que se produce durante estas reuniones es la de hacer y comer. En el sur se suele celebrar con Tangyuan (湯圓、汤圆, tal como se pronuncia en cantonés, mandarín pinyin: Tang Yuan), o bolas de arroz glutinoso (con o sin rellenos), que simbolizan reunión. Mientras en el norte, donde hace mucho más frío, la comida familiar para este día es Jiaozi (Chino: 餃子、饺子). La tradición dice que comer jiaozi en el día Dongzhi previene que se caigan las orejas por congelación. La tradición de comidas y actividades varían de zona en zona, aunque las dos principales son las mencionadas. En Corea, se preparan similares bolas de arroz glutinoso (coreano: 새알심) (Romaja: Saealsim), en un tradicional porrige con dulce de frijol rojo (coreano: 팥죽) (Romaja: Patjook). Esta avena se cree que tienen un poder especial y debe rociarse alrededor de las casas de solsticio de invierno para repeler espíritus siniestros.

### Goru
Goru es la ceremonia del solsticio de invierno (en diciembre) del país dogon (en Malí). Es el último ritual de la cosecha y celebra la llegada a la humanidad, del dios del cielo, Amma, a través de Nommo dentro de la Aduno koro o el Arca del Mundo.

### Hogmanay
La víspera de Año Nuevo celebración de Escocia se llama Hogmanay. El nombre se deriva del antiguo nombre escocés para los regalos de Navidad de la Edad Media. Las primeras celebraciones de Hogmanay fueron llevadas a Escocia por los invasores y ocupantes nórdicos que celebraban un nuevo año solsticial (Inglaterra celebra el año nuevo de 25 de marzo). En 1600, con la aplicación escocesa del 1 de enero como Año Nuevo y la persistente represión de la iglesia en las celebraciones del solsticio, las tradiciones navideñas se trasladaron al 31 de diciembre. El festival sigue siendo denominado Yules por los escoceses de las islas Shetland, que comienzan el festival el 18 de diciembre y la tradición de celebrar el último (el ritual de persecución de un troll) el 18 de enero. La costumbre más extendida de Escocia es la práctica de la primera pisada-que comienza inmediatamente después de la medianoche del Año Nuevo. Se trata de ser que a la primera persona (por lo general, alto y de pelo oscuro) que cruza el umbral de un amigo o un vecino, a menudo, implica la entrega simbólica de regalos como la sal (con menos frecuencia hoy en día), carbón, panecillos, whisky y pan negro (un budín de frutas) destinados a diferentes tipos de suerte para el dueño de la casa. Alimentos y bebidas (como regalos y, a menudo, moscas de cementerio) se da a los huéspedes.

### Junkanoo, Jonkonnu, John Canoa
Junkanoo, en las Bahamas,
Junkunno o Jonkanoo, en Jamaica, es una gran mascarada, desfile y festival de la calle, que sea cree ser de origen africano occidental. Tradicionalmente se realiza a través de las calles hacia el final de diciembre, y comprende los participantes vestidos con una variedad de fantasía disfraces, como Vaquero, el Caballo, el indio salvaje, y el Diablo. Los desfiles son acompañados de bandas que habitualmente consiste de gaitas, tambores, y de ralladores de coco que se utilizan como raspadores, y también canciones Jonkanoo son cantadas. La misma práctica era común en la costa de Carolina del Norte, donde fue llamado Juan Canoa, John Koonah, o John Kooner. Juan Canoa se asemeja al amansamiento de Osos de la tradición medieval de Gran Bretaña. Tanto John Canoe y la ceremonia de los osos tienen gran parecido con la inversión de los papeles en los rituales sociales que marcaron la antigua fiesta romana de Saturnalia.

### Karachun (antiguo eslavo occidental)
Karachun, Korochun o Kračún era una fiesta eslava similar a la de Halloween como el día en que el Dios Negro y otros espíritus malignos son más potentes. Era celebrada por los eslavos en la noche más larga del año. En esta noche, Hors, que simboliza el antiguo sol, se convierte en pequeño como en los días más cortos en el hemisferio norte, y muere el 22 de diciembre, el solsticio de diciembre. El dice que es derrotado por la oscuridad y el mal de los poderes del Dios Negro. En honor de Hors, los eslavos bailaban una danza ritual en cadena que se llama el Horo. El baile tradicional de la cadena en Bulgaria se llama horo. En Rusia y Ucrania, que se conoce como khorovod. El 23 de diciembre Hors resucita y se convierte en el nuevo sol, Koleda. En este día, los eslavos occidentales hacen fogatas con madera, leños encendidos en el ámbito local en los cementerios para mantener a sus seres queridos que partieron calientes, organizando comidas en honor de los muertos a fin de que no sufren de hambre en esta encrucijada porque sino los muertos van a resucitar y los van a matar.

### Koleda, Коляда, Sviatki, Dazh Boh (antiguo eslavo oriental y Sarmatiano)
En las antiguas culturas eslavas, el festival de Kaleda comenzaba en el Solsticio de Invierno y se prolongaba durante diez días. En Rusia, este festival fue más tarde aplicado a la víspera de Navidad, pero la mayoría de las prácticas se perdieron después de la Revolución soviética. Cada familia hacia una fogata en su hogar e invitaba a sus dioses del hogar a participar en las festividades. Los niños se disfrazan en las tardes y al comenzar las noches como Koledari, visitando casas, cantando deseos de buena suerte, al igual que Shchedryk, a los anfitriones. Como recompensa, se les entrega pocos regalos en una tradición llamada Kolyadovanie, al igual que la antigua tradición wassailing o mummers.

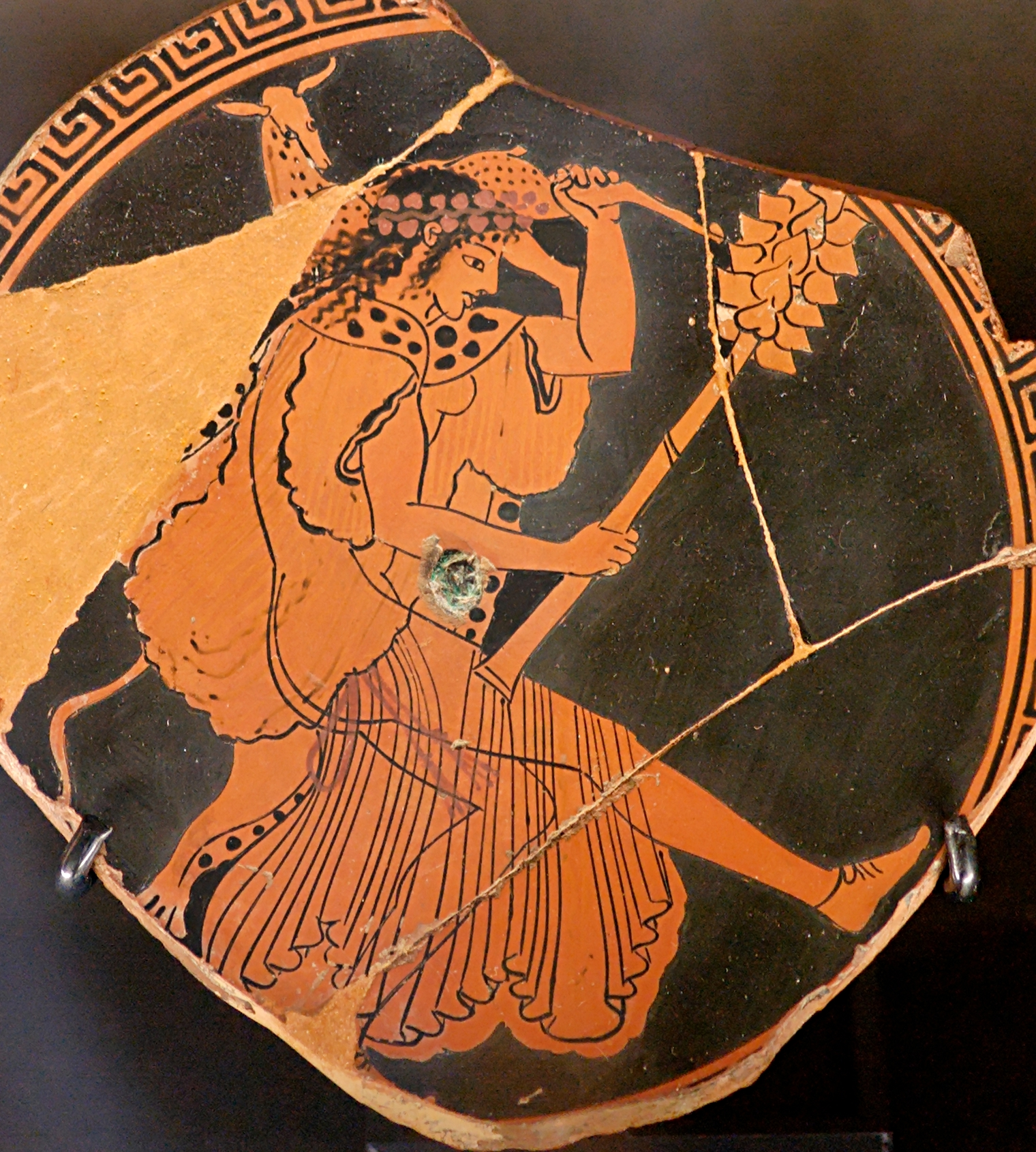
Maenad se muestra en rojo la figura de taza, aprox. 480 a. C., en el Museo del Louvre (París).

### Lenæa, Brumalia (Antigua Roma y Grecia helenística)
En las civilizaciones del mar Egeo, el ritual exclusivamente femenino de pleno invierno, Lenaea o Lenaia, fue el Festival de la Mujer Salvaje. En el bosque, un hombre o toro que representa el dios Dioniso era hecho pedazos y consumido por las Ménades. Más adelante en el ritual se ofrenda un bebé, lo que representa el renacimiento de Dioniso. Lenaion, el primer mes del calendario Delian, deriva su nombre del nombre del festival. En la época clásica, el sacrificio humano había sido sustituida por la de una cabra, y el papel de las mujeres ha cambiado a la de los funerales dolientes y los observadores de la partida de nacimiento. Milagros del Vino realizaban los sacerdotes, en la que sellaba el agua o jugó en una habitación en la noche y a la mañana del día siguiente se han convertido en vino. El milagro se decía que se han llevado a cabo por Dioniso y el Leneas. Por el Siglo V a. C. el ritual se había convertido en un festival de las competiciones de teatro Gamelion, a menudo celebrándose en Atenas en el Teatro Lenaion. El festival Brumalia, un antiguo festival en honor solsticio Baco, generalmente durante un mes y termina el 25 de diciembre fue influido por Lenaia. El festival incluía la bebida y alegría. El nombre se deriva de la palabra latina bruma (‘día más corto’ en latín), aunque casi siempre la fiesta se produjo en la noche.

### Lucía, Fiesta de Santa Lucía (antiguo sueco, luteranismo escandinavo, ortodoxos orientales)
La Noche de Lucía o Noche de Lussi (por antonomasia Lussi natta (‘noche de Lussi’ en idioma sueco) ocurre el 13 de diciembre, en lo que se suponía que iba a ser la noche más larga del año. La fiesta fue posteriormente consignada por la Iglesia católica en el siglo XVI como Día de Santa Lucía. Se creía en el folclore de Suecia que si la gente, en particular los niños, no llevaban a cabo sus tareas, la mujer demonio, la Lussi, o la muerta Lucía Dunkle vendría a castigarlos.

### Makara Sankranti
Makara Sankranti, que se celebra a principios de Uttarayana, es el único festival hindú que se basa en el calendario celeste en lugar del calendario lunar. El zodiaco se alejó del calendario solar provocando que la fiesta ahora se produzca a mediados de enero (véase la precesión de los equinoccios). En Tamil Nadu, se celebra como el festival de Pongal. El día antes de Pongal, el último día del año anterior, se celebra Bhogi. En Assam se llama Magh Bihu (el primer día de Magh), en Panyab y Lohri (en Maharshtra) se llama Makara Sankranti y se celebra mediante el intercambio de bolas de caramelo de sésamo (Hasta Gul), y pidiendo a los demás a ser tan dulce como las bolas de caramelo para el próximo año. Se llama Makara Sankrant porque el sol entra en el signo zodiacal de Capricornio, el 14 de enero (Makar significa ‘capricornio’). Se celebra con gran pompa en Andhra Pradesh, donde el festival se celebra durante tres días y más que un festival cultural, es un auspicioso día como en otras partes de la India. En algunas partes de la India, el festival se celebra tomando baños en el Ganges o en otro río de agua y hacer ofrendas al dios Sol. La inmersión es para purificarse y otorgar punia. En muchos estados, principalmente en Gujarat, las familias vuelan cometas de sus techos en todo el día y la noche. Es una forma de celebrar y dar la bienvenida al día más largo. En forma simbólica, miles de cometas con colores diferentes vuelan en el cielo dándonos una sensación de que la Tierra celebra en el más brillante y más cálido cielo. También es muy común regalar hierba para alimentar a las vacas en este día. En Assam, en la víspera Bihu Uruka las familias construyen casa-como estructuras separadas llamadas bhelaghar que son construidos por la comunidad en su conjunto. Distintos tipos de cordeles se atan alrededor de árboles frutales. Tradicionalmente, el combustible es robado de la ceremonia final, cuando todos los bhelaghar se queman. Sus restos se colocan en los árboles frutales. Se ofrecen puyás especiales se ofrecen como un agradecimiento por la buena cosecha. Desde que el festival se celebra en pleno invierno, los alimentos preparados para este festival son para mantener el cuerpo caliente y dar alta energía. Desde Laddu hasta jagger se hacen para el festival de la especialidad.

### Modranicht, Modresnach (germánico)
Modranicht, era una fiesta germánica. Se creía que los sueños en esta noche predecían acontecimientos del año siguiente. Por 730, Beda pensó que podría haber sido observado por los anglo-sajones en la víspera del solsticio de invierno. 
Tras el resurgimiento de la Navidad en Gran Bretaña es reconocida por muchos como uno de los Doce días de Navidad.

### Medio Geimhridh, mitad de invierno celta

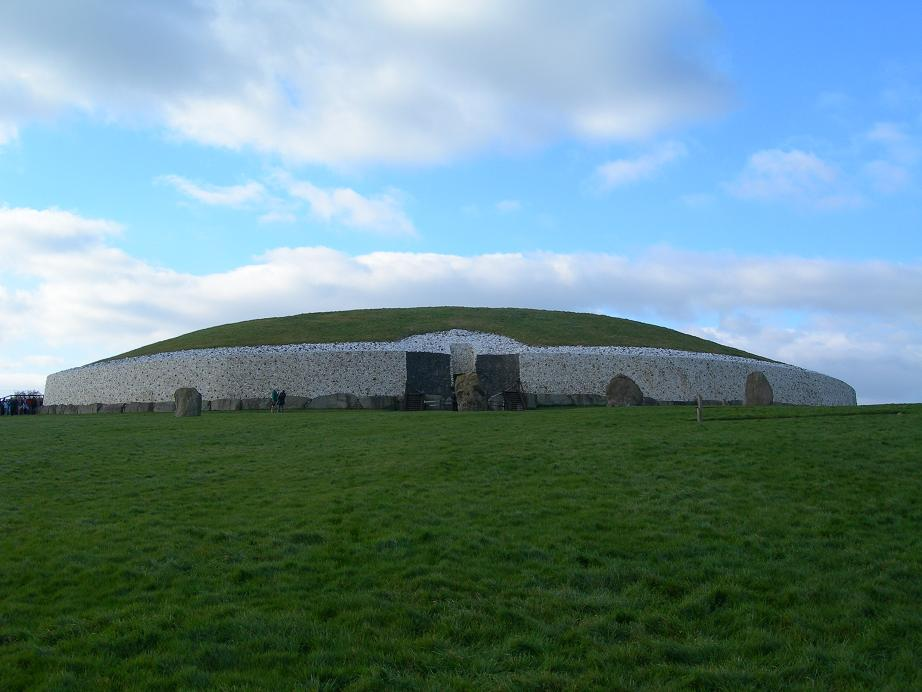
El paso Newgrange está alineada con el solsticio de invierno.

Meán Geimhridh (en gaélico, tr: pleno invierno) o Grianstad un Gheimhridh (gaélico: solsticio de invierno) es un nombre a veces utilizado para rituales hipotéticos de pleno invierno o celebraciones de las tribus Proto-celtas, tardías y druidas. En los calendarios irlandeses, todos los solsticios y equinoccios se producen en torno al punto medio en cada temporada. El paso y la cámara de Newgrange (pre-celta o, posiblemente, Proto-Celta 3200 a. C.), una tumba en Irlanda, está iluminado por el amanecer del solsticio de invierno. Un eje de luz de sol brilla a través del techo de la tumba sobre la entrada y penetra en el paso de la cámara. El dramático caso de duración de 17 minutos en la madrugada del 19 al 23 de diciembre. El punto de rugosidad es el término para el solsticio de invierno en el País de Gales, que en la antigua mitología galesa, fue cuando Rhiannon dio a luz a lo sagrado hijo, Pryderi.

#### Mummer's Day (celta, Cornualles)
El Día del Mummer o Día Oscuro como a veces se le conoce, es una antigua celebración de Cornualles de pleno invierno que tiene lugar cada año entre el 26 de diciembre y el día de Año Nuevo en Padstow, Cornualles. Originalmente fue parte del patrimonio pagano de las celebraciones de pleno invierno que regularmente se celebra en todo Cornualles, donde la gente baila ennegreciendo sus rostros o se pone máscaras.

#### Día Wren
Por un período desconocido, el Lá an Dreoilín o el Día Wren se ha celebrado en Irlanda, la isla de Man y Gales el 26 de diciembre. Multitudes de personas, llamado wrenboys, toman las carreteras en diversas partes de Irlanda, vestidos con ropa multicolor, con máscaras o trajes de paja y acompañado por músicos supuestamente en recuerdo de la fiesta celebrada por los druidas. Anteriormente, la práctica participan el asesinato de un reyezuelo, y cantando al mismo tiempo llevan el ave de casa en casa, deteniéndose por alimentos y la alegría.

#### Arthan Alban
En Inglaterra, durante el siglo XVIII, hubo un resurgimiento del interés en los druidas. Hoy en día, entre los neodruidas, Alban Arthan (galés Luz de invierno, pero derivado del poema galés, Luz de Arthur) se celebra el solsticio de invierno con una fiesta ritual, y regalos a los necesitados.

### Papá Noel

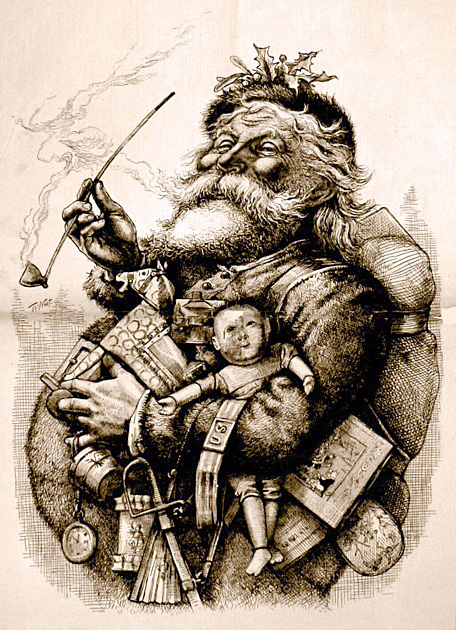
Ilustración de 1881 por Thomas Nast.

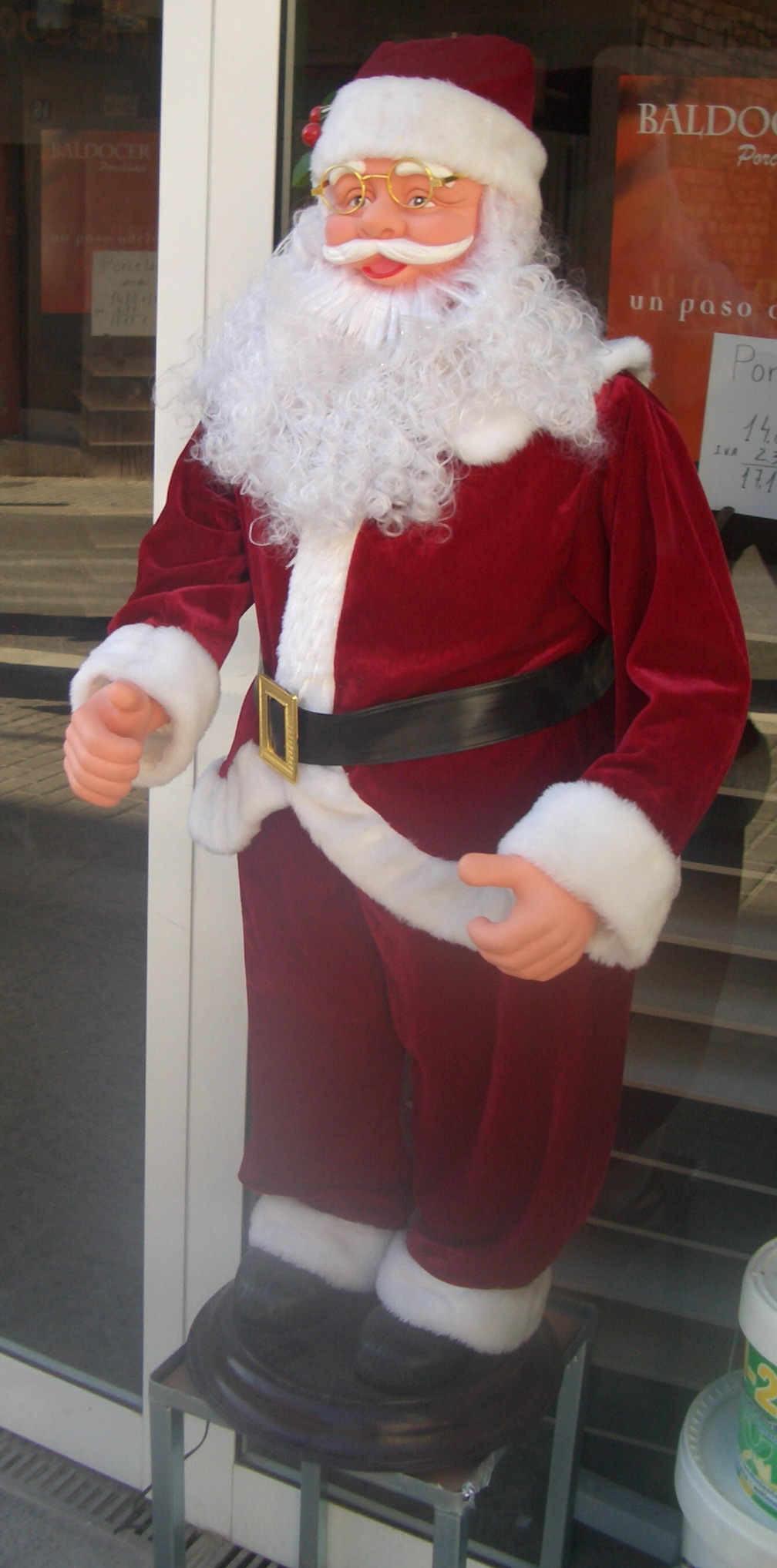
Figura de Papá Noel.

Papá Noel, Santa Claus, Viejito Pascuero, Colacho o San Nicolás son los nombres con los cuales se conoce universalmente al personaje legendario que según la cultura occidental trae regalos a los niños por Navidad. Es un personaje inspirado en un obispo cristiano de origen griego llamado Nicolás, que vivió en el siglo IV en Anatolia, en los valles de Licia (en la actual Turquía). Era una de las personas más veneradas por los cristianos de la Edad Media, del que aún hoy se conservan sus reliquias en la basílica de Bari (Italia).

### Ritual Perchta
Los primeros alemanes (siglos VI-XI) creían que Hertha (Bertha o Perchta) era la diosa de la luz, la domesticidad y el hogar. Cocinaban tortas de levadura al horno en forma de zapatos, que fueron llamados zapatillas de Hertha llenándolos de regalos.

Durante el solsticio de invierno, las casas se cubrían con ramas perennes de abeto para darle la bienvenida. Cuando la familia y los siervos se reunían para cenar, hacían un altar con piedras planas, donde encendían una fogata con ramas de abeto. Decían que Hertha descendía a través del humo y guiaba a los conocedores de las tradiciones a adivinar el futuro de los asistentes a la fiesta.
Alfred Hotes

También hay versiones más oscuras acerca de que Perchta aterrorizaba a los niños junto con un tal Krampus.
Muchas ciudades han dramatizado las prácticas de los dioses como personajes caminando por las calles. Estas tradiciones han seguido en las regiones rurales de los Alpes, y las diversas tradiciones similares, tales como día de Wren, sobrevivieron en las naciones celtas hasta hace poco.

### Fiesta Rozhanitsa
En el siglo XII, los eslavos de la región oriental de Rusia, adoraron a la diosa madre de invierno, Rozhnitsa, ofreciendo sacrificios sin sangre como miel, pan y queso. Bordados de colores brillantes que representan a la diosa del invierno se hacían en honor a la Fiesta de Rozhanitsa a finales de diciembre. Algunas mujeres rusas continuaron la observación de estas tradiciones en el siglo XX haciendo galletas blancas brillantes con figura de mujer.

### Shab-e Chellé (شب چله) o Shab-e Yaldā (شب یلدا)-Persia o Irán, II milenio a.C., hasta la actualidad
Derivado de un festival pre-zoroástrico, Shab-e Chelleh se celebra en la víspera del primer día de invierno en el calendario persa, que siempre cae en el solsticio. Yalda es el festival más importante iraní que no involucra nuevo año, hoy en día en Irán y ha sido siempre celebrado en este país por todos los grupos étnicos y religiosos. Según la mitología persa, Mitra nació al final de esta noche después de la larga espera de la derrota de la oscuridad contra la luz. Shab-e Chelleh es ahora una importante ocasión social, cuando la familia y los amigos se reúnen para la diversión y alegría. Por lo general, las familias se reúnen en los hogares de sus mayores. Diferentes tipos de frutos secos, nueces, semillas y frutas frescas se consumen en invierno. La presencia de frutas frescas y secas es reminiscencia de las antiguas fiestas para celebrar y orar a los dioses para garantizar la protección de los cultivos de invierno. Sandías, caquis y granadas son símbolos tradicionales de esta celebración, que representan a todos el sol. Solía ser la costumbre de permanecer despiertos hasta el amanecer en la noche de Yalda para comer, beber, escuchar cuentos y poemas, pero esto ya no es muy común ya que la mayoría de la gente tiene cosas que hacer al día siguiente. Durante los primeros días del Imperio romano muchos sirios cristianos huyeron de la persecución en el imperio sasánida de Persia, al presentar la festividad Yaldā, en el sentido de nacimiento, causando el Shab-e Yaldā que se convirtió en sinónimo de Shab-e Chelleh. Aunque ambos términos se utilizan indistintamente, Chelleh es más comúnmente aceptado para esta ocasión.

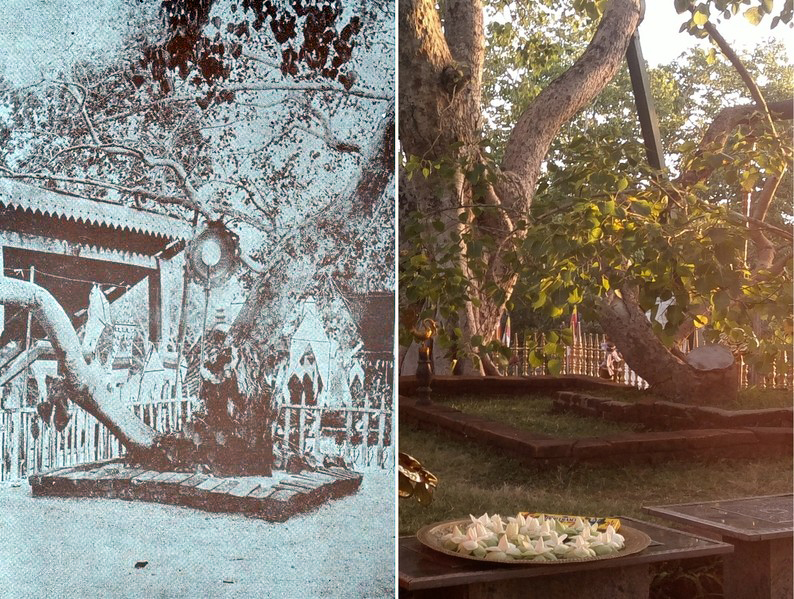
Árbol Bodhi decorado en Sri Lanka.

### Día Sanghamitta
Sanghamitta es en honor a un monje budista que trajo de la rama del árbol Bodhi a Sri Lanka en el que ha florecido durante más de 2000 años.

### Saturnalia, Chronia
Originalmente celebrada por los antiguos griegos como Kronia, el festival de Cronos, la Saturnalia fue la fiesta en la que los romanos conmemoraban la dedicación del templo de Saturno, que originalmente tuvo lugar el 17 de diciembre, pero ampliado a toda una semana, hasta el 23 de diciembre. Un gran e importante festival público en Roma, trataba de sacrificios convencionales, establecían un sofá en frente del templo de Saturno y la desvinculación de las cuerdas que delimitaban la estatua de Saturno, durante el resto del año. Además de los ritos públicos había una serie de fiestas y costumbres celebradas en privado. Las celebraciones incluyen unas vacaciones escolares, la realización y entrega de pequeños regalos (saturnalia et sigillaricia) y un mercado (sigillaria). Se permitía el juego para todos, incluso para los esclavos durante este período. La toga no se usaba, sino más bien lo mínimo, es decir, ropa de cena colorida e informal y el pileus (sombrero del liberto), era usado por todos. Los esclavos estaban exentos de castigo, y trataban con desprecio de sus amos. Los esclavos celebraban un banquete antes de la fiesta, siendo atendidos por sus dueños. Saturnalia se convirtió en uno de los festivales romanos más populares que dieron lugar a más locura, marcada principalmente por el cambio ostensible de lugares entre amos y esclavos, lo que temporalmente revertía el orden social. En el folclore griego y chipriota se creía que los niños nacidos durante el festival se encontraban en peligro de convertirse en Kallikantzaroi los cuales saldrían de la Tierra después del solsticio de causar problemas para los mortales. Algunos dejaban regalos en sus puertas para distraerlos hasta que el sol volviera.

### Zistanê Seva
La noche de invierno (kurdo: Seva Zistanê) es una fiesta no oficial celebrada por las comunidades de todo el Kurdistán en la región de Oriente Medio. Esta noche es considerada una de los más antiguas fiestas aún observada por los modernos kurdos como fiesta y se celebraba por las antiguas tribus de la región como un día santo. El día festivo cae cada año en el solsticio de invierno. Ya que la noche es la más larga del año, las antiguas tribus creían que era la noche en que había una victoria de la luz sobre las tinieblas y significaba el renacimiento del sol. El sol desempeña un papel importante en varias religiones antiguas que aún se practica por algunos kurdos, además de su importancia en el zoroastrismo.
En los tiempos modernos, las comunidades en el Kurdistán región aún observan la noche como un día feriado. Muchas familias preparan grandes fiestas para sus comunidades y los niños juegan y se les da dulces en forma similar a la de hoy en día en las prácticas de Halloween.

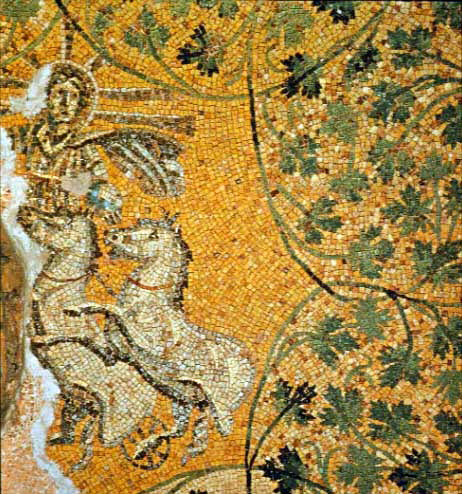
Mosaico del Sol en el Mausoleo M en la necrópolis bajo la basílica de San Pedro (Ciudad del Vaticano). Algunos interpretan que representa a Cristo.

### Festival del Sol Invictus
Sol Invictus (‘el Sol invicto’), o más ampliamente, Deus Sol Invictus (‘el dios sol invicto’) fue un título religioso aplicado al menos a tres divinidades más tarde durante el Imperio romano durante el siglo III.
- El Gabal
- Mithras
- Sol

Un festival del nacimiento del Sol Inconquistado (o dies natalis Invicti Solis) era celebrada por los romanos el 25 de diciembre. En este respecto, el primer día después de los seis días del estancamiento solar (aparente) del solsticio de invierno, la duración de la primera luz del día comienza a aumentar, como el sol, una vez más, y la salida del sol inicia su movimiento hacia el Norte, lo que era interpretada como el «renacimiento» del sol. El mitraísmo, religión mistérica expandida con los legionarios por todo el imperio romano, vino a extender este culto. Con la creciente popularidad del cristianismo, Jesús de Nazaret vino a darse mucho antes del reconocimiento dado a un Dios sol. con lo que se incluye a Cristo en la tradición. Esto fue más tarde condenado por la Iglesia católica a principios de asociación de Cristo con prácticas paganas

### Olentzero

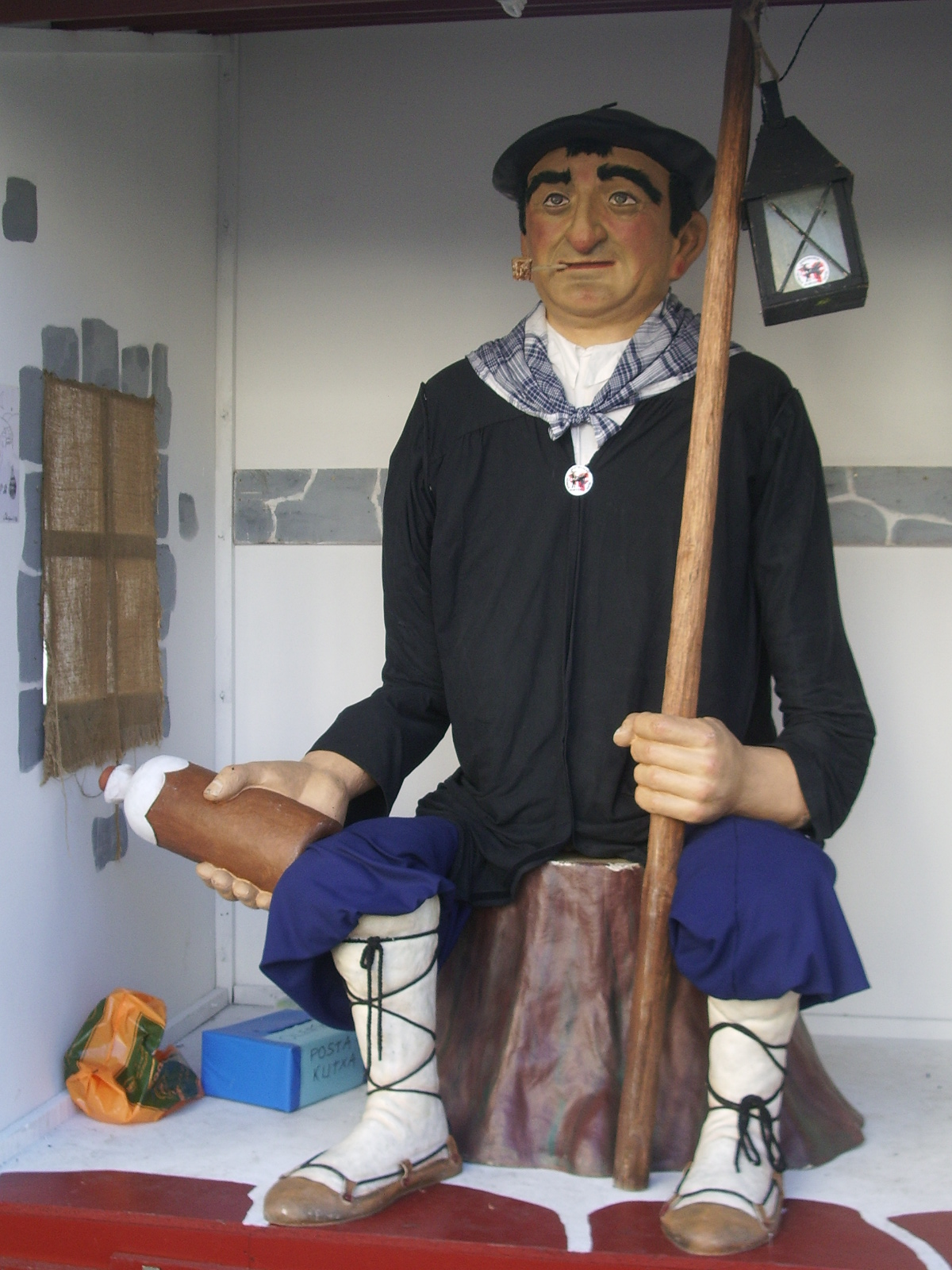
Olentzero en Hendaya (Francia).

Olentzero u Olentzaro es un personaje navarro de la tradición navideña vasca. Se trata de un carbonero mitológico que trae los regalos el día de Navidad en los hogares de Euskal Herria (País Vasco, Navarra y País Vasco francés) cuyo origen está en la zona de Lesaka.

### Apalpador
Apalpador o Pandigueiro es un personaje de la tradición navideña gallega. Se trata de un carbonero mitológico que según indica la tradición baja la noche del 24 o 31 de diciembre, a tocar el vientre a los niños para ver si han comido suficientemente durante el año, dejando un montón de castañas, eventualmente algún regalo y deseándoles que tengan un año nuevo lleno de felicidad y comida.

### Soyal
Soyalangwul es la ceremonia del solsticio de invierno de Zuñi y la Hopitu Shinumu, «Los pacíficos», también conocido como indios hopi. Se celebra el 21 de diciembre, el día más corto del año. El objetivo principal de la ceremonia ritual es para que el sol vuelva de su largo letargo invernal. Asimismo, marca el comienzo de otro ciclo de la Rueda del Año, y es un tiempo de purificación. Pahos (palos de oración) se hacen antes de la ceremonia Soyal, bendiciendo a toda la comunidad, incluyendo sus casas, animales y plantas. Las kivas (cámaras subterráneas sagradas rituales) se abren en un ritual para marcar el comienzo de la temporada Kachina

### Wayeb
Wayeb 'o Uayeb, es un mes de 5 días para completar el año maya, son cinco días de la Haab, calendario solar maya. Este es un periodo especial y las personas efectúan rituales en sus casas o asear sus cabellera.
Estos días son complementarios para el tiempo astronómico, y para complementar el ciclo de 365 días. Este calendario está ligado a las actividades agrícolas, que lleva la cuenta de los tiempos de las estaciones, los ciclos de lluvia, la época de siembra y cosecha del sagrado maíz como alimento dado por el corazón del cielo y de la tierra; los ciclos de caza, pesca. También para llevar el control de plagas y enfermedades en las cosechas. (folleto del Ministerio de Cultura y deportes de Guatemala publicado en el 2010).
La rituales de la Ronda de Calendario que se celebraban al final de cada 52 años (coincidencia de los tres calendarios mayas), con 4 Wayeb a 1 Imix 0 Pop, con todos los fuegos extinguidos y una nueva ceremonia del fuego que simboliza un nuevo comienzo.
La próxima ronda de Calendario será en el solsticio de invierno de 2012, comenzando una nueva baktun. Observaciones HAAB aún están en poder de las comunidades mayas en las tierras altas de Guatemala.

### Yule, jul, Jol, Joul, Joulu, Jõulud, Geol, Geul

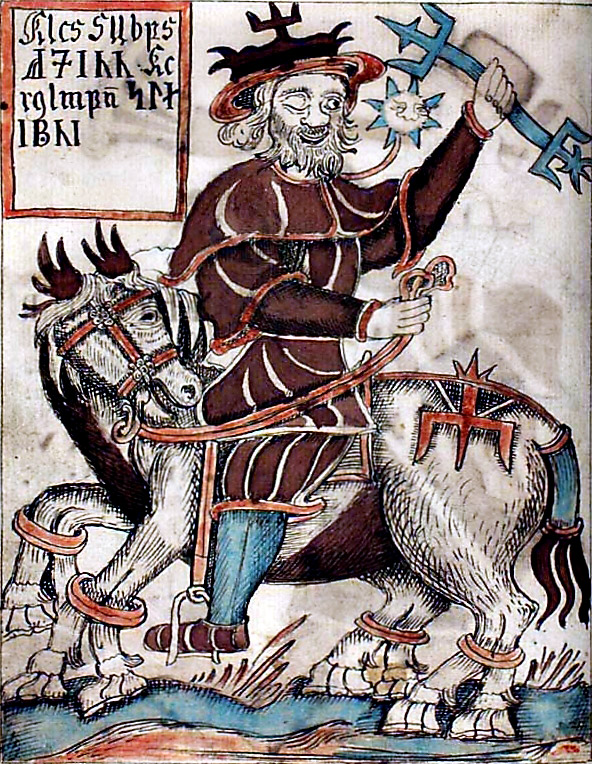
Manuscrito islandés que representa a Odin por haber matado al gigante helado, Ymir.

Originalmente el nombre Giuli significaba 60 días a partir de la marea lunar de la tarde en pleno invierno escandinavo nórdico y germano. La llegada de Juletid, por lo tanto, llegó a referirse a las celebraciones de pleno invierno. A finales de la época vikinga, las celebraciones de Navidad llegaron a ser un gran festival en el cual el solsticio de invierno se amalgamó con las tradiciones de las diversas celebraciones de pleno invierno en toda Europa, como Mitwinternacht, Modrasnach, Midvinterblot, y la celebración del solsticio teutónico y la Fiesta de los Muertos. Un ejemplo bien documentado de esto es en 960, cuando el rey Haakon I de Noruega firmó en julio una ley para que se celebrara en la noche del 25 de diciembre, para ajustarla con la celebración cristiana. Para algunos practicantes de las religiones nórdicas, los registros de Yule se encendieron en honor a Thor, el dios del trueno. La fiesta continuaba hasta que el registro se quemaba, desde tres o hasta doce días.
Los indígenas de la tradición islandesa Jol continuaron más allá de la Edad Media, pero fueron condenados cuando la Reforma llegó. La celebración continúa hoy en todo el norte de Europa y en otros lugares de nombre y tradiciones. Para los cristianos, como representante de la natividad de Jesús, se celebra en la noche del 24 de diciembre, y por otros, como una fiesta cultural de invierno, en el 24, o para algunos, en la fecha del solsticio.

#### Jul
En los grupos de seguidores de las religiones germánicas neopaganas, Yule se celebra con reuniones que a menudo incluyen una comida y regalos. A menudo, los nuevos intentos de reconstrucción o de sobrevivir las celebraciones históricas de cuentas son variaciones características de las tradicionales. Sin embargo, se ha señalado que esto no es realmente una reconstrucción, porque estas tradiciones nunca han muerto: solo se han reemplazado por los elementos cristianos de la celebración que reemplazan el evento en el solsticio.
El islandés Ásatrú y la Asamblea Popular de Asatru en los Estados Unidos reconocen como Yule Jol durante 12 días, a partir de la fecha del solsticio de invierno. Entre el 21 y el 30 de diciembre, celebran el solsticio de invierno, Jól o Yule como el renacimiento del dios solar Balder. Coincide con la elevación del Sol dentro del ciclo anual y el inicio de la época luminosa.

#### Yule (Wicca)
En la Wicca, una forma de celebración se observa como uno de los ocho días de fiesta solar, o Sabbat. En la mayoría de tradiciones Wiccanas, en esta fiesta se celebra el renacimiento del Gran Dios, que es considerado como el recién nacido sol del solsticio. Aunque el nombre de Yule se ha asignado desde el paganismo germánico y Nórdico, elementos de la celebración en sí son de origen moderno. Es un punto de quiebre en el ciclo solar del Dios, ya que marca su renacimiento de su propia semilla, plantada en el vientre de su madre en Beltane. El dios luminoso partió en Samhain a la Tierra del Eterno Verano, para preparar su renacimiento, siendo su lado oscuro coronado como rey de la mitad oscura del año. Es así que en medio de la noche más oscura nace la nueva luz, la promesa de la vida, el niño divino.[cita requerida]

### Zagmuk, Sacaea
Adaptando las celebraciones egipcias a Osiris, Babilonia celebró la renovación anual o celebración del año nuevo, el Festival Zagmuk. Duraba 12 días superponiéndose al solsticio de invierno o equinoccio vernal en el centro de su pico. Se trata de un festival celebrado por la observación de la batalla del dios sol Marduk contra la oscuridad. Los babilonios celebraban desfiles tanto terrestres y fluviales. Sacaea, como Beroso el caldeo se refiere a él, ha caracterizado los festivales con la subversión de un orden que conduce al nuevo año. Amos y esclavos se intercambian, un simulacro de coronación del rey y mascaradas que obstruían las calles. Este fue un precursor del Festival de Kronos, y posiblemente de la Saturnalia y el Purim.

### Ziemassvētki
En la antigua Letonia, Ziemassvētki, en el sentido de fiesta de invierno, se celebraba el 21 de diciembre como una de las dos fiestas más importantes, la otra era Jani. Ziemassvētki celebraba el nacimiento de Dievs, el mayor dios de la mitología letona. Las dos semanas antes de Ziemassvetki se llamaban velu laiks, la ‘temporada de fantasmas’. Durante el festival, se encendían velas para Dieviņš y un fuego ardiente que debía mantenerse hasta el final, y su extinción señalaba el fin de la desdicha del año anterior. Durante el banquete, un espacio en la mesa estaba reservado a los fantasmas, que debía llegar en un trineo. Durante la fiesta, se comían siempre determinados alimentos: pan, frijoles, guisantes, carne de cerdo especialmente su chuletas y su patas. Carolers (Budeļi) iban de puerta en puerta cantando canciones y alimentándose en diferentes casas. Esta celebración más tarde fue adaptada por los cristianos en la Edad Media. Ahora se celebra los días 24, 25 y 26 de diciembre, y en gran parte reconocidos como un cristiano por los laicos es respetada culturalmente. Lituanos de la religión Romuva siguen celebrando una variante de la celebración original politeísta.